# 川島智太郎

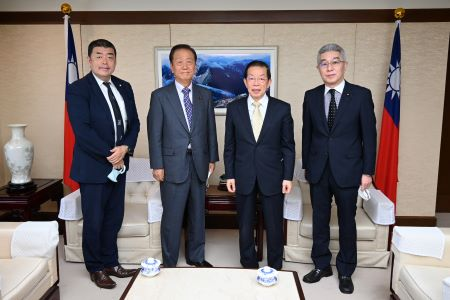
2022年10月6日、台北駐日経済文化代表処駐日代表謝長廷、衆議院議員小沢一郎、牧義夫と（左端）

 川島 智太郎（かわしま ともたろう、1964年3月20日 - ）は、日本の政治家・空手家。立憲民主党所属の元衆議院議員（1期）。改革フォーラム21代表、国際空手道連盟 極真会館関東本部（本部長・山田雅稔）東京城北支部練馬関町同好会責任者。日本未来の党幹事（選挙担当）、自由党事務総長を務めた。

## 経歴
大分県別府市生まれ。明治大学付属中野高等学校定時制、日本大学法学部政治経済学科卒業。1986年、ビル管理会社を設立し、役員を務める。小沢一郎秘書を経て自由党結党に参加。自由党東京都連副幹事長などを務める。2000年、第42回衆議院議員総選挙に自由党公認で東京9区から出馬するも落選。2003年、再び自由党公認で東京9区から出馬することが内定していたが、民由合併に伴う候補者調整に伴い民主党の吉田公一が公認を受けたため、比例東京ブロックから単独で出馬するも落選。吉田も落選した。
その後、吉田が2004年の第20回参議院議員通常選挙に比例区から出馬したため（結果は次点落選）、民主党東京都第9区総支部長に就任。2005年、第44回衆議院議員総選挙に東京9区より出馬するも菅原一秀に65419票差で敗れ落選。その後も東京都第9区総支部長を務めていたが、2008年に木内孝胤が公認を得たため、選挙区からの出馬を断念。2009年の第45回衆議院議員総選挙では比例東京ブロック単独27位より出馬し、初当選した。
2011年2月17日に民主党政権交代に責任を持つ会へ入会。
2011年6月2日の衆議院本会議で行われた菅内閣不信任決議案の採決では、党の反対方針に反して棄権した。民主党は6月13日の役員会で党員資格停止3カ月の処分とする方針を決定し、6月25日の常任幹事会で正式決定した。このため、同年8月の2011年民主党代表選挙には、投票できなかった。
2012年の消費増税をめぐる政局では、6月26日の衆議院本会議で行われた消費増税法案の採決で、党の賛成方針に反して反対票を投じた。7月2日には山岡賢次らを介して離党届が提出された。民主党は7月3日の常任幹事会で離党届を受理せず除籍処分とする方針を決定し、7月9日の常任幹事会で正式決定した。
同年7月11日、「国民の生活が第一」（以下、生活）結党に参加した。同年11月27日に滋賀県知事の嘉田由紀子が結成した日本未来の党に生活が合流する方針を決めたことを受け、11月28日に政党届出をした未来の党に参加した。12月1日、党幹事（選挙担当）に就任。同年12月の第46回衆議院議員総選挙に比例東京ブロックから比例単独（名簿順第18位）で立候補したが、落選した。2014年12月の第47回衆議院議員総選挙に比例東京ブロックから生活の党の比例単独（名簿順第3位）で立候補したが、落選した。2019年に国民民主党に合流し党東京都連顧問に就任。2020年より立憲民主党東京都連常任幹事。
2021年10月31日、第49回衆議院議員総選挙で立憲民主党から比例東京ブロックの単独22位で出馬も落選。
2024年10月、第50回衆議院議員総選挙において比例東京ブロックから出馬することが公表され、単独25位に掲載されたが落選。

## 人物
- 2006年8月17日、『笑っていいとも!』（フジテレビ系）の「いいとも!ちょい不良（ワル）コンテスト 2006SUMMERコレクション」に出場した[28][29]。